# Fernão Lopes (soldado)
Fernão Lopes (? - 1545) foi o primeiro habitante permanente conhecido da ilha de Santa Helena no Atlântico Sul. Foi soldado de Portugal na Índia, tendo sido torturado e desfigurado em castigo por ficar do lado de Roçalcão (Rasul Khan) em uma rebelião contra o império português em Goa. Em seu caminho de volta a Portugal depois destes acontecimentos, optou voluntariamente pelo exílio na ilha, tendo vivido em solidão quase completa durante mais de 20 anos.

## A serviço de Portugal
Em 1503 Fernão Lopes, soldado e membro da baixa nobreza, acompanhou o general naval português Afonso de Albuquerque em sua primeira viagem para Goa, na costa ocidental de Índia. Logo após sua chegada, Afonso de Albuquerque voltou a Portugal para obter reforços, deixando para trás Lopes a cargo de uma guarnição, com ordens de manter a paz e governar a população local. Quando Afonso de Albuquerque retornou dois anos depois, verificou que a guarnição não se encontrava mais em posse de Portugal. Alguns dos homens haviam se casado com mulheres locais, e alguns, incluindo possivelmente o próprio Fernão Lopes, tinham se convertido ao Islã. As tropas de Fernão Lopes também apoiaram a resistência muçulmana contra ocupação portuguesa.
Os homens de Afonso de Albuquerque recuperaram a posse do território e Fernão Lopes e os outros desertores foram entregues aos portugueses com a condição de que suas vidas fossem poupadas. Foram, entretanto torturados de forma tão cruel que a metade deles morreu em menos de três dias. Fernão Lopes, como líder do grupo, recebeu o castigo mais severo. Foi amarrado com cordas em dois postes de madeira, e os homens de Afonso de Albuquerque cortaram seu nariz, orelhas, braço direito (ou a mão direita), e o polegar da mão esquerda (e, segundo alguns, também o indicador e o dedo médio). Seu cabelo e barba foram raspados com conchas de molusco. Os sobreviventes foram então libertados, e fugiram para a selva onde eles poderiam esconder suas deformidades e ser deixados sós.
Fernão Lopes ficou na Índia até a morte de Afonso de Albuquerque em 1515, quando zarpou clandestinamente para Portugal. O navio parou em Santa Helena para reabastecer. Esta ilha havia sido descoberta pelo português João da Nova no dia 21 de maio de 1502, e graças a sua abundância de água fresca e víveres, tornou-se escala regular para as embarcações portuguesas transitando entre as Índias e a Europa via Cabo da Boa Esperança. Pouco disposto a enfrentar a vida em Portugal, Fernão Lopes pediu para ser deixado na ilha. Ele foi deixado em companhia de três ou quatro escravos africanos cujo destino não foi registrado pela história. Com eles foram deixados alguns suprimentos do navio: biscoitos, carne e pescado secos, um isqueiro e uma caçarola.

## Abandonado em Santa Helena
Quase um ano passou antes de outro navio ancorasse em Santa Helena. Fernão Lopes se aclimatou em seu novo lar, uma ilha vulcânica de 122 km² a quase 2000 km de distância da costa da África. Seu clima é tropical e agradável, temperado por ventos alísios. Naquela época, o ecossistema original de Santa Helena estava quase intacto, e cabras introduzidas pelos portugueses prosperavam no ambiente intocado da ilha (nenhum mamífero ou réptil habitava Santa Helena antes de sua introdução pelos exploradores). O interior de Santa Helena era uma floresta densa e antiga constituída principalmente por ávores do gênero Commidendrum e outras plantas que haviam colonizado a ilha há até 10 milhões de anos.

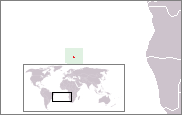
A ilha de Santa Helena no Oceano Atlântico Sul.

Segue um relato contemporâneo do primeiro navio a encontrar Fernão Lopes depois que ele foi deixado em Santa Helena, transcrito de uma artigo publicado pela Sociedade de Hakluyt:
A tripulação ficou surpresa ao ver a gruta e a cama de palha nas quais ele dormia... e ao verem a roupa que concordaram que esta deveria ser de um português.

Então fizeram aguada e não mexeram em nada, e deixaram biscoitos, queijos e outros víveres, além de uma carta exortando-o a não se esconder da próxima vez, pois ninguém o prejudicaria.

Então o navio partiu, e ao enfunar as velas um frango caiu ao mar e as ondas o levaram para a costa. Fernão Lopes o recolheu e alimentou com um pouco do arroz que eles tinham deixado para ele.
O frango que Fernão Lopes salvou ficou sendo seu grande amigo em Santa Helena. Com o tempo, Fernão Lopes começou a ter cada vez menos medo das pessoas. Quando um navio ancorava na Aguada Nova, como era conhecida a enseada onde se encontra atualmente o porto de Jamestown, Fernão Lopes cumprimentava os marinheiros, e conversava com eles quando vinham à praia. Em função de suas deformidades, passou a ser tratado como santo, e a ser visto como uma incorporação do sofrimento humano. Os viajantes que aportavam na ilha costumavam deixar muitos presentes, e se beneficiavam também dos produtos que ele cultivava.

## Fernão Lopes visita Portugal e Roma
Depois de 10 anos na ilha, Fernão Lopes concordou em retornar a Portugal para rever sua família, visitou o Rei João III e então viajou para Roma onde o Papa Clemente VII lhe concedeu uma audiência e o perdoou do pecado de apostasia. O Papa ficou muito impressionado com ele, e decidiu facultar-lhe a realização de um desejo, ao que Fernão Lopes expressou sua vontade de retornar a sua casa na Ilha de Santa Helena. O Papa mandou Fernão Lopes de volta a Portugal com uma carta para João III, solicitando o envio de Fernão Lopes a Santa Helena, onde ele viria a falecer em 1545, após mais 20 anos de solidão quase completa.